# Discografia de Matheus & Kauan
A discografia de Matheus & Kauan consiste em oito álbuns ao vivo, dois extended plays e vinte singles lançados desde o início da carreira.

## Álbuns

### Álbuns ao vivo
| Álbum             | Detalhes | Vendas         | Certificações   |
| ----------------- | --- | -------------- | --------------- |
| Paraquedas        | - Lançamento: 2012 - Formatos: DVD - Gravadora: Audiomix Records                                                |                |                 |
| Mundo Paralelo    | - Lançamento: 1 de dezembro de 2013 - Formatos: DVD, download digital, streaming - Gravadora: Audiomix Records  |                |                 |
| Face a Face       | - Lançamento: 14 de agosto de 2015 - Formatos: DVD, download digital, streaming - Gravadora: Universal Music    |                |                 |
| Na Praia          | - Lançamento: 26 de fevereiro de 2016 - Formatos: DVD, download digital, streaming - Gravadora: Universal Music | - PMB: 80.000  | - PMB: Platina  |
| Na Praia 2        | - Lançamento: 10 de março de 2017 - Formatos: DVD, download digital, streaming - Gravadora: Universal Music     | - PMB: 80.000  | - PMB: Platina  |
| Intensamente Hoje | - Lançamento: 10 de maio de 2018 - Formatos: DVD, download digital, streaming - Gravadora: Universal Music      | - PMB: 80.000  | - PMB: Platina  |
| Tem Moda Pra Tudo | - Lançamento: 22 de março de 2019 - Formatos: DVD, download digital, streaming - Gravadora: Universal Music     | - PMB: 300.000 | - PMB: Diamante |
| 10 Anos na Praia  | - Lançamentoː 29 de maio de 2020 - Formatosː DVD, download digital, streaming - Gravadoraː Universal Music      |                | - PMB: Ouro     |

### Extended play (EPs)
| Álbum                   | Detalhes                                                                                                  |
| ----------------------- | --- |
| Tem Moda Acústica       | - Lançamento: 19 de setembro de 2019 - Formatos: download digital, streaming - Gravadora: Universal Music |
| Expectativa X Realidade | - Lançamentoː 1 de julho de 2021 - Formatosː EP, download digital, streaming - Gravadoraː Universal Music |

## Singles

### Como artista principal
| 2011                                                                           | "Sete Mares"                                   |    |                   | Paraquedas                    |
| 2013                                                                           | "Mundo Paralelo" (part. Jorge & Mateus)        | —  |                   | Mundo Paralelo - Ao Vivo      |
| 2013                                                                           | "Se Tem Paixão"                                | 76 |                   | Mundo Paralelo - Ao Vivo      |
| 2014                                                                           | "Segunda Opção"                                | —  |                   | Mundo Paralelo - Ao Vivo      |
| 2014                                                                           | "Sou Ciumento Mesmo"                           | 81 |                   | Face a Face                   |
| 2014                                                                           | "Ser Humano ou Anjo"                           | 57 |                   | Face a Face                   |
| 2015                                                                           | "Que Sorte a Nossa"                            | 4  |                   | Face a Face                   |
| 2015                                                                           | "A Rosa e o Beija-Flor"                        | 6  |                   | Face a Face                   |
| 2016                                                                           | "O Nosso Santo Bateu"                          | 13 |                   | Na Praia                      |
| 2016                                                                           | "Decide Aí"                                    | 5  |                   | Na Praia                      |
| 2016                                                                           | "Te Assumi Pro Brasil"                         | 8  | - PMB: 2× Platina | Na Praia 2                    |
| 2017                                                                           | "Nessas Horas"                                 | 8  | - PMB: Platina    | Na Praia 2                    |
| 2017                                                                           | "Deixa Ela Beijar" (part. MC Kevinho)          | 85 | - PMB: 3× Platina | Não adicionado à nenhum álbum |
| 2018                                                                           | "Tô Com Moral no Céu"                          | 11 | - PMB: Diamante   | Intensamente Hoje!            |
| 2018                                                                           | "Ao Vivo e a Cores" (part. Anitta)             | 13 |                   | Intensamente Hoje!            |
| 2019                                                                           | "Cerveja, Sal e Limão"                         | 7  |                   | Tem Moda Pra Tudo             |
| 2019                                                                           | "Vou Ter Que Superar" (part. Marília Mendonça) | 9  | - PMB: 2× Platina | Tem Moda Pra Tudo             |
| 2019                                                                           | "Quarta Cadeira" (part. Jorge & Mateus)        | 27 |                   | Tem Moda Pra Tudo             |
| 2020                                                                           | "Litrão"                                       | 4  |                   | 10 Anos na Praia              |
| 2020                                                                           | "Nem Doeu"                                     |    |                   | 10 Anos na Praia              |
| 2020                                                                           | "É Problema"                                   | 18 |                   | Não adicionado à nenhum álbum |
| 2021                                                                           | "Vagabundo" (part. Zé Vaqueiro)                |    |                   | Expectativa X Realidade       |
| 2021                                                                           | "Viciado" (part. Tierry)                       |    |                   | Expectativa X Realidade       |
| 2021                                                                           | "Expectativa x Realidade"                      | 5  |                   | Expectativa X Realidade       |
| 2022                                                                           | "Imagina a Sentada"                            | 4  |                   | Não adicionado à nenhum álbum |
| "—" denota títulos que não entraram nas paradas ou não foram lançados no país. |                                                |    |                   |                               |

### Singlespromocionais
| Ano  | Título                   | Álbum            |
| ---- | ------------------------ | ---------------- |
| 2015 | "Face a Face"            | Face a Face      |
| 2016 | "Não Dá Tempo de Sofrer" | Na Praia         |
| 2017 | "Oitava Dose"            | Na Praia 2       |
| 2020 | "Coração de Isca"        | 10 Anos na Praia |
| 2020 | "Então Toma"             | 10 Anos na Praia |

### Como artista convidado
| 2016 | "Vai Que Cola" (Melanina Carioca part. Matheus & Kauan)                        | -  |             | Não adicionado à nenhum álbum |
| 2016 | "Meu Coração Deu PT" (Wesley Safadão part. Matheus & Kauan)                    | 16 |             | WS Em Casa                    |
| 2016 | "Seis Graus Abaixo de Zero" (Breno & Caio Cesar part. Matheus & Kauan)         | 46 |             | #JuntosComBCC                 |
| 2017 | "Fica" (Anavitória part. Matheus & Kauan)                                      | 47 | - PMB: Ouro | Anavitória                    |
| 2017 | "Suave" (Alok part. Matheus & Kauan)                                           | -  |             | Não adicionado à nenhum álbum |
| 2018 | "Coleção de Ex" (Jefferson Moraes part. Matheus & Kauan)                       | 21 |             | Start in São Paulo            |
| 2018 | "Siga a Seta" (Marcos & Belutti part. Matheus & Kauan)                         | 4  |             | 10 Anos - Ao Vivo             |
| 2018 | "Eu Te Amo Tanto" (Dennis DJ part. Matheus & Kauan e MC Koringa)               |    |             | Não adicionado à nenhum álbum |
| 2018 | "Matéria de Amor" (Paula Mattos part. Matheus & Kauan)                         |    |             | Não adicionado à nenhum álbum |
| 2019 | "Maturidade" (Ávine Vinny part. Matheus & Kauan)                               | 78 |             | Ávine Naturalmente            |
| 2019 | "Quanto Tempo Demora Um Mês" (Biquíni Cavadão part. Matheus & Kauan)           | -  |             | Não adicionado à nenhum álbum |
| 2019 | "Meu Coração Pegou Ar" (Jonas Esticado part. Matheus & Kauan)                  |    |             | Jonas In Brasília             |
| 2019 | "Tic Tac" (Selva part. Matheus & Kauan)                                        | -  |             | Não adicionado à nenhum álbum |
| 2019 | "Tchau Brigado" (Humberto & Ronaldo part. Matheus & Kauan)                     |    |             | Copo Sujo (Ao Vivo)           |
| 2021 | "Mais Um" (Felipe Araújo part. Matheus & Kauan)                                |    |             | Outros 500                    |
| 2021 | "Som No Talo" (Raí Saia Rodada part. Matheus & Kauan)                          |    |             | Som No Talo                   |
| 2021 | "Irresponsável" (Gabi Martins part. Matheus & Kauan)                           | -  |             | Não adicionado à nenhum álbum |
| 2021 | "—" denota títulos que não entraram nas paradas ou não foram lançados no país. |    |             |                               |

## Outras aparições
| Ano  | Canção                 | Artista               | Álbum                         |
| ---- | ---------------------- | --------------------- | ----------------------------- |
| 2012 | "Faz Tempo"            | João Neto & Frederico | Ao Vivo em Palmas             |
| 2012 | "Frio e Calor"         | Israel & Rodolffo     | Marca Evidente                |
| 2012 | "Ladrão de Beijo"      | Nando Moreno          | Descompromissado              |
| 2012 | "Beco Sem Saída"       | Zé Neto & Cristiano   | Entre Amigos                  |
| 2013 | "As Coisas Vem e Vão"  | Henrique & Diego      | Ao Vivo em Campo Grande       |
| 2014 | "Ninguém Vai Sonhar"   | Israel Novaes         | Ao Vivo em Goiânia            |
| 2015 | "Nada Mal"             | Israel Novaes         | Forró do Israel               |
| 2016 | "Ciumento Eu"          | Henrique & Diego      | De Braços Abertos             |
| 2016 | "Por Um Fim de Semana" | Luan Estilizado       | Em Casa (Ao Vivo)             |
| 2017 | "40 Linhas"            | Fernando & Sorocaba   | Sou do Interior - Ao Vivo     |
| 2017 | "Te Esquecer Demora"   | Zé Henrique & Gabriel | Histórico                     |
| 2017 | "Será Que Tem Como"    | Zé Henrique & Gabriel | Histórico                     |
| 2017 | "Pote de Nutella"      | Edu Chociay           | Chociay 1                     |
| 2018 | "Raridade"             | Analaga               | Não adicionado à nenhum álbum |
| 2019 | "Beijo Amador"         | Lauana Prado          | Livre (Ao Vivo)               |
| 2021 | "Tomara"               | Mumuzinho             | Playlist                      |
| 2021 | "Até Falar Chega"      | Diego & Victor Hugo   | Equilíbrio                    |